# Abeno Harukas
El Abeno Harukas (あべのハルカス?) es un rascacielos ubicado en la ciudad japonesa de Osaka. La construcción del edificio comenzó oficialmente en 2010. En 2014 se terminó el edificio en su totalidad. Con una altura de 300 metros y 60 plantas es el rascacielos más alto de la ciudad y el segundo del país.
El nombre del rascacielos "Abeno Harukas" proviene de la antigua palabra japonesa harukasu (晴るかす?), que significa "para iluminar, para aclarar".

## Mirador Harukas 300
El mirador Harukas 300 ocupa las tres últimas plantas (de la 58 a la 60). El mirador tiene dos partes diferenciadas, por un lado el mirador propiamente dicho, desde el que se puede ver Osaka en su totalidad, y luego una terraza con zona de cafetería y una gran cristalería.